# Heinz Hoene
Heinz Hoene (* 30. November 1910; † 18. Juni 2004 in Berlin) war ein deutscher Diplom-Physiker und Feuerwehrmann. Er war von 1968 bis 1970 in West-Berlin Leiter der Berliner Feuerwehr.

## Werdegang
Heinz Hoene war studierter Physiker und trat 1941, inmitten des Zweiten Weltkriegs, der damaligen Feuerschutzpolizei in Berlin bei, die Teil der von Kurt Daluege geführten Ordnungspolizei war.
Im März 1942 wurde er nach Lübeck abkommandiert und war mit weiteren Berliner Feuerwehrleuten bei den verheerenden Bränden in der Altstadt eingesetzt. Wie in fast allen Großstädten, stand die Feuerwehr auch in Berlin vor allem wegen der steigenden Angriffsintensität der Luftangriffe vor großen Herausforderungen, denen sie sehr schnell nichts mehr entgegenzusetzen hatten.
Heinz Hoene war vornehmlich im Bezirk Mitte zur Erkundung der Brandlagen eingesetzt, wobei er die für den Krieg notwendigen Industrie- und Fertigungshallen mit den verbliebenen Kräften zu schützen hatte.
In den letzten Zügen des Zweiten Weltkrieges erkannte der damalige Feuerwehrchef Walter Goldbach die Ausweglosigkeit der Lage und ordnete seinen Offizieren am 22. April 1945 an, sich mit knapp hundert Einsatzfahrzeugen und deren Besatzungen über Nauen in Richtung Westen abzusetzen. Der Generalmajor wollte verhindern, dass Feuerwehrgeräte in sowjetische Hände gelangten und zudem, dass Berlin für eine Nachkriegszeit nicht in Gänze ohne Feuerwehr dasteht.
Neben vielen Angehörigen der Berliner Feuerschutzpolizei haben sich auch Einheiten von Werk- und Militärfeuerwehren abgesetzt, so dass letztlich mehrere Hundert Feuerwehrleute überlebten, die sich in Norddeutschland britischen Truppen ergaben.
Hoene entschied sich, in Berlin zu verbleiben und musste miterleben, wie Goldbach in den letzten Kriegstagen von der SS abgeholt wurde. Zu diesem Zeitpunkt war dieser bereits wegen „Wehrkraftzersetzung“ in Abwesenheit zum Tode verurteilt worden. Nur Stunden später wurde das Urteil vollstreckt und Goldbach im Gebäude des Polizeigruppenkommandos am Kaiserdamm, in dem der heutigen Polizei-Abschnitt 24 untergebracht ist, hingerichtet.
Auch Hoene und andere ranghohe Feuerwehroffiziere wurden schließlich festgenommen. Beim Marsch seiner Gefangenenkolonne konnte Hoene aber in Kreuzberg durch den Sprung in einen Kellerschacht unerkannt entkommen und die letzten Tage bis Kriegsende ausharren.
Nach dem Zweiten Weltkrieg war Hoene zunächst als Brandschutzexperte für ein Bezirksamt tätig, ehe er im Mai 1948 zur Berliner Feuerwehr wechselte.
Hoene hatte sich ursprünglich auf eine Stelle des höheren Dienstes beworben, allerdings stieß dies bei Oberbranddirektor Karl Feierabend, der die Berliner Feuerwehr seit Mai 1945 leitete, auf wenig Gegenliebe.
Feierabend verhinderte vehement den Seiteneinstieg von Akademikern, was Hoene zu einem ungewöhnlichen Schritt veranlasste. Mit 38 Jahren durchlief er erneut die Feuerwehr-Grundausbildung und wurde schließlich im Rang eines Oberbrandmeisters eingestellt.
In der inzwischen geteilten Stadt war sein Fachwissen und seine Erfahrung in der West-Berliner Feuerwehr jedoch gefragt. Schließlich absolvierte er das Aufstiegsverfahren in den gehobenen und letztlich in den höheren Dienst und stand, mit Ausnahme des Verwaltungsressorts, sämtlichen Feuerwehr-Abteilungen vor.
Als langjähriger Chef der Abteilung „Vorbeugender Brandschutz“ setzte er vor allem bei der Entwicklung von Brandschutztüren und Sprinkleranlagen Akzente. Zudem nahm er auch die Vertreterstelle von Oberbranddirektor Friedrich Kaufhold ein, der die Berliner Feuerwehr seit Juli 1957 leitete.

### Feuerwehrchef in Berlin (1968–1970)
Nachdem Kaufhold die Pensionsgrenze erreicht hatte und in den Ruhestand trat, wurde Hoene schließlich am 1. Februar 1968 mit 57 Jahren zum Oberbranddirektor und somit zum neuen Leiter der Berliner Feuerwehr ernannt. Er war nach Ludwig Wissell und Friedrich Kaufhold der dritte Behördenchef im Westteil Berlins.
Bisher einzigartig zu Friedenszeiten war, dass Hoene als Feuerwehrchef noch einmal befördert wurde, nachdem 1969 im Rahmen einer allgemeinen Stellenanhebung im Land Berlin, das neue Amt des Landesbranddirektors geschaffen wurde.
Hoenes Amtszeit stellte von Beginn an eine Zäsur für die Feuerwehr dar. Im Fokus stand das überforderte West-Berliner Rettungsamt, welches für Krankentransporte und rettungsdienstliche Einsätze zuständig war. Immer wieder musste die Berliner Feuerwehr Transporte für das Rettungsamt übernehmen, was zur Schwächung der damaligen Hauptaufgaben führte. Besondere Defizite des Rettungsamtes wurden bereits am 30. Juni 1965 deutlich, nachdem es am U-Bahnhof Zoologischer Garten zu einem Zusammenstoß zweier Schienenfahrzeuge der U-Bahn kam und mehrere Personen verletzt wurden. Die Abarbeitung dieses Einsatzes wurde rettungsdienstlich fast ausschließlich durch die Berliner Feuerwehr bewältigt, weil das Rettungsamt schnell überfordert war.
Als erste Maßnahme aus dieser Erfahrung kündigte der damalige Feuerwehrchef Friedrich Kaufhold an, für das Rettungsamt keine Krankentransporte über den Spitzenbedarf hinaus in Amtshilfe leisten zu wollen.
Daraufhin forderte das Rettungsamt beim Senat mehr Personal und Sachmittel, um seine Aufgaben künftig besser bewältigen zu können, weshalb der Senat eine Wirtschaftsuntersuchung durchführen ließ.
Unter der Leitung Hoenes wurde die Feuerwehr nunmehr mit dem Resultat der Untersuchung konfrontiert, woraufhin der Berliner Senat beschloss, das Rettungsamt aufzulösen und dessen Aufgaben in die Zuständigkeit der Berliner Feuerwehr zu überführen.
Noch im Jahr 1969 wurden somit die 133 Beschäftigten und der Fuhrpark des vormaligen Amtes in Hoenes Behörde integriert. Auch die Transportvermittlung, der Krankenhausbettennachweis und die Gebühreneinziehung wurde nun durch die Feuerwehr bewerkstelligt. Letztlich entwickelte sich der stetig ausgebaute Zweig als Rettungsdienst zur Hauptaufgabe der Berliner Feuerwehr.
In seiner kurzen Amtszeit konzentrierte sich Hoene aber auch auf die von seinem Vorgänger Kaufhold eingeleitete Modernisierung. Er ließ noch weitere Neubau- und Sanierungsprojekte starten und förderte somit das Entstehen neuer Feuerwachen der Berufsfeuerwehr und der Freiwilligen Feuerwehr.
Heinz Hoene setzte auch auf persönliche Kontakte und war Tennispartner von Innensenator Kurt Neubauer, mit dem er bei einem seiner Turniere auch die Beschaffung neuer Feuerlöschboote ausgehandelt haben soll.
Mit Ablauf des November 1970 trat Hoene wegen Erreichens der Altersgrenze in den Ruhestand. Im Rahmen einer Feierstunde wurde er am 30. November 1970 durch Neubauer offiziell verabschiedet, der ihm am selben Tag auch den Verdienstorden der Bundesrepublik Deutschland überreichte.
Nachfolger als Leiter der Berliner Feuerwehr wurde Kurt-Werner Seidel, der bisherige Referatsleiter Einsatz und Führung.

## Letzte Jahre
Seinen Ruhestand verbrachte Hoene mit seiner inzwischen nachverstorbenen Frau im Berliner Ortsteil Frohnau. In seiner Freizeit engagierte er sich für seine Kirchengemeinde als ehrenamtlicher Trauerredner.
Im Juni 2004 starb Heinz Hoene mit 93 Jahren in Berlin. Die Feuerwehr würdigte den ehemaligen Landesbranddirektor am 11. August 2004 auf dem Gelände der Feuerwache Spandau Nord mit einer großen Trauerfeier, an der auch der damalige Feuerwehrchef Albrecht Broemme teilnahm.
Sein Grab befindet sich auf dem Friedhof Frohnau (Abteilung 9, Reihe 3, Nr. 11).

## Trivia
- Nach Walter Goldbach hatte Hoene mit nur etwas mehr als 33 Monaten die zweitkürzeste Amtszeit als Leiter der Berliner Feuerwehr.
- Hoenes Ruhestandszeit betrug 12253 Tage, was 33 Jahre und 200 Tage entspricht. Sie war somit länger als seine aktive Feuerwehrdienstzeit (1941–1970). Zudem handelt es sich um die längste Pensionsdauer aller Berliner Feuerwehrchefs.
- Heinz Hoene erreichte mit 93 Jahren und 201 Tagen das bisher höchste Lebensalter aller Berliner Feuerwehrchefs.

## Auszeichnungen
- Verdienstorden der Bundesrepublik Deutschland (1970)